# Arthur Winfree

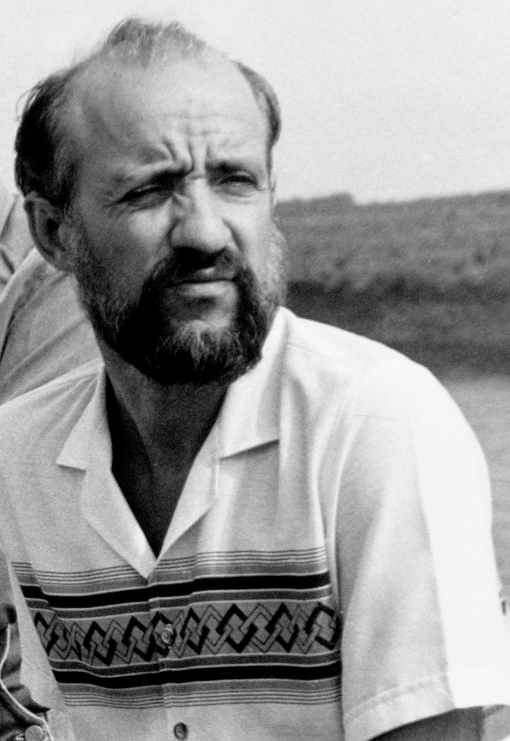
Arthur Winfree

Arthur Taylor Winfree (* 15. Mai 1942 in Saint Petersburg, Florida; † 5. November 2002 in Tucson, Arizona) war ein US-amerikanischer theoretischer Biologe.

## Leben
Winfree nahm als Schüler im Finale des Westinghouse Science Talentwettbewerbs teil. Er studierte zunächst als Physikingenieur an der Cornell University (Bachelorabschluss 1965) und dann Biologie an der Princeton University, wo er 1970 promovierte. Ab 1969 war er Assistant Professor an der University of Chicago, ab 1972 Associate Professor für Biologie an der Purdue University, wo er 1979 Professor wurde. Ab 1986 war er Professor für Ökologie und Evolutionsbiologie an der University of Arizona, ab 1989 als „Regents Professor“.
1982 war er Guggenheim Fellow und ab 1984 MacArthur Fellow. 2000 erhielt er den Norbert-Wiener-Preis. 1989 erhielt er den niederländischen Einthoven-Preis für seine kardiologischen Arbeiten.
Sein Sohn Erik Winfree ist Professor am Caltech (spezialisiert auf biologische Informationsverarbeitung) und seine Tochter Rachel Professorin für Entomologie an der Rutgers University.

## Werk
Winfree ist bekannt für seine Theorie nichtlinearer gekoppelter Oszillatoren in der Biologie, der Theorie biologischer Rhythmen und Uhren (von der Synchronisation des Grillenzirpens bis zu Herzrhythmusstörungen wie dem Kammerflimmern), ein Feld, das er wesentlich bestimmte.
1965 untersuchte er in seiner Diplomarbeit an der Cornell University die Theorie großer Mengen schwach gekoppelter nichtlinearer Oszillatoren, die sich wegen der schwachen Kopplung in erster Näherung nur über ihre Phasen beeinflussen. Er zeigte Phasenübergänge zu kollektivem Verhalten (Synchronisation der Oszillatoren).
Ende der 1960er Jahre untersuchte er in seiner Dissertation („zirkadische“) Rhythmen in den Populationen von Fruchtfliegen. Seine damals überraschende Entdeckung war, dass sich solche Rhythmen schon durch schwache Störungen, wenn sie mit der richtigen Phase erfolgen, aus dem Takt bringen lassen (Auftreten einer Phasen-Singularität).
Daneben beschäftigte er sich mit weiteren Selbstorganisations- und Musterbildungsphänomenen in der Chemie (Belousov-Zhabotinsky-Reaktion) und ähnlichen Reaktions-Diffusions-Gleichungen, die er ab Anfang der 1970er Jahre untersuchte, wobei er theoretisch und experimentell zweidimensionale Spiralwellen untersuchte, später auch dreidimensionale Schnecken (Scroll)-Wellen. In der Biologie untersuchte er zum Beispiel die Selbstorganisation in Schleimpilzkolonien. Dabei ließ er sich häufig wie bei seiner Arbeit über biologische Rhythmen von „einfachen“ topologischen Betrachtungen leiten.

## Schriften
- Sudden cardiatic death – a problem in topology?, Scientific American Mai 1983
- Geometry of Biological Time, Springer 1980, 2. Auflage 2001
- When time breaks down: the three dimensional Dynamics of Electrochemical Waves and Cardiac Arrythmias, Princeton University Press 1987
- Biologische Uhren – Zeitstrukturen des Lebendigen, Spektrum Verlag 1988 (englisches Original: Timing of biological clocks, Scientific American Library, Freeman, 1987)